# Luzia Nunes
Luzia Nunes es una localidad caboverdiana del municipio de São Filipe.

## Geografía
La localidad está situada en la isla de Fogo.

## Organización territorial
La localidad abarca los lugares y barrios de:
- Calabaceira
- Genebra
- Luzia Nunes